# Mortimer Zuckerman
Mortimer Benjamin Zuckerman (Montreal, 4 de junho de 1937) é um dono de mídia bilionário canadense-americano, editor de revistas e investidor. Ele é co-fundador, presidente executivo e ex-CEO da Boston Properties, um dos maiores fundos de investimento imobiliário nos EUA. Zuckerman também é o proprietário e editor do US News & World Report, onde atua como editor-chefe. Ele era o dono do New York Daily News The Atlantic e Fast Company. Na lista de bilionários do mundo da Forbes em 2016, ele foi classificado no 688, com um patrimônio líquido de 2,5 bilhões de dólares. Em janeiro de 2020, seu patrimônio líquido foi estimado em três bilhões de dólares.

## Infância e educação
Zuckerman nasceu em Montreal, Quebec, Canadá, filho de Esther e Abraham Zuckerman, dono de uma loja de tabaco e doces. Sua família era judia e seu avô era um rabino ortodoxo. Zuckerman entrou na Universidade McGill aos dezesseis anos. Ele se formou na McGill com um BA em 1957 e um BCL em 1961, embora nunca tenha feito o bar examination. Nesse mesmo ano, Zuckerman ingressou na Wharton School da Universidade da Pensilvânia, onde obteve um MBA com distinção de honra. Em 1962, ele recebeu um diploma de LLM pela Harvard Law School.

## Carreira profissional

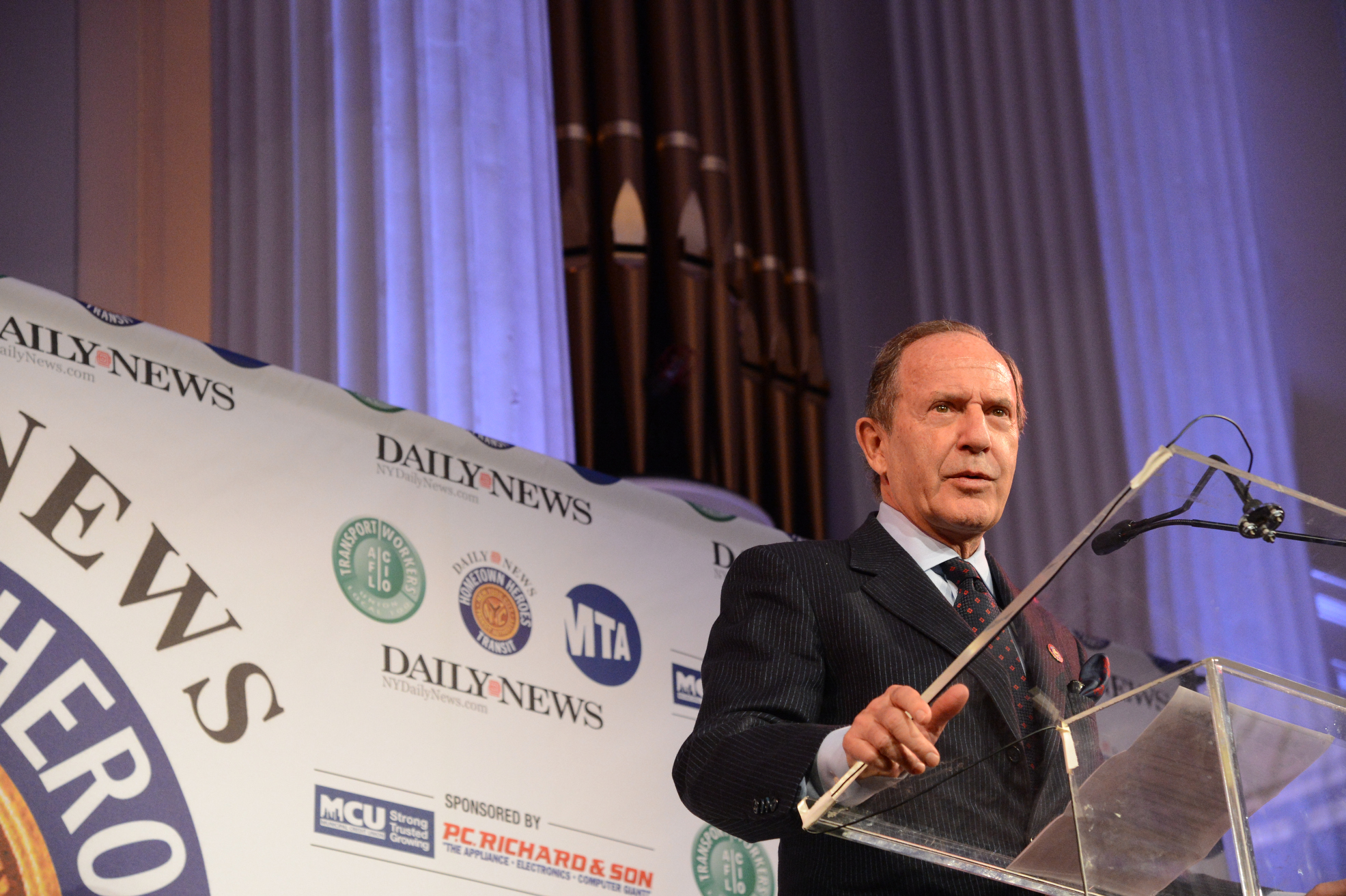
Mortimer Zuckerman

Após sua graduação, Zuckerman permaneceu na Harvard Business School como professor associado por nove anos. Ele também lecionou na Universidade Yale. Zuckerman passou sete anos na empresa imobiliária Cabot, Cabot & Forbes, onde ele subiu ao cargo de vice-presidente sênior e diretor financeiro.
Em 1980, ele comprou a revista literária The Atlantic Monthly, onde foi presidente de 1980 a 1999. Em 1999, ele vendeu a revista para David G. Bradley por doze milhões de dólares. Comentando sobre essa venda e a da revista Fast Company, que ele vendeu por 365 milhões de dólares no auge do boom da tecnologia em 2000, ele brincou: "Eu calculei a média".
Enquanto ele ainda era dono da Atlantic Monthly, em 1984, Zuckerman comprou o US News & World Report, onde permanece como editor-chefe. Em 1993, ele comprou o New York Daily News, que ele publicou até 2017, quando vendeu o jornal para Tronc.

## Filantropia
Em maio de 2006, Zuckerman prometeu cem milhões de dólares de sua instituição de caridade para o novo centro de pesquisa de câncer do Memorial Sloan Kettering. Sua doação foi o maior compromisso individual de um indivíduo na história do Memorial Sloan Kettering.
Em dezembro de 2012, Zuckerman prometeu duzentos milhões de dólares de doações ao Mortimer B. Zuckerman Mind Brain Behavior da Universidade Columbia.

## Honras
Zuckerman recebeu três diplomas honorários, incluindo um do Colby College. Ele foi premiado com o Comandante da Ordem das Artes e das Letras pelo governo da França em 1994, um prêmio pelo Guild Hall e uma medalha de ouro do Instituto Americano de Arquitetura de Nova Iorque.